# Show do intervalo do Super Bowl XLVII
O show do intervalo do Super Bowl XLVII ocorreu em 3 de fevereiro de 2013, no Mercedes-Benz Superdome, em Nova Orleães, como parte do Super Bowl XLVII. Beyoncé foi a atração principal com as convidadas especiais Kelly Rowland e Michelle Williams, ambas integrantes do grupo Destiny's Child. A apresentação foi aclamada pela crítica, tornando-se o segundo programa mais assistido na história do Super Bowl, com 110,8 milhões de espectadores, atrás do recorde do intervalo do Super Bowl XLVI do ano anterior.
O show foi produzido por Ricky Kirshner, dirigido por Hamish Hamilton e coreografado por Frank Gatson Jr. Os críticos especializados comentaram que Beyoncé "mais uma vez provou suas habilidades durante apresentações ao vivo". A apresentação gerou mais de 299 mil tweets por minuto, garantindo o feito de momento mais comentado da história do Twitter. Comercialmente, este foi o primeiro show do intervalo patrocinado pela Pepsi desde a apresentação de Prince no Super Bowl XLI.

## Antecedentes
Em outubro de 2012, veículos de notícias confirmaram que Beyoncé seria a atração principal do show do intervalo do Super Bowl XLVII. Beyoncé fez o anúncio em seu site antes da confirmação da National Football League, através da publicação de uma imagem de seu rosto com a data do jogo em cor preta. Notícias iniciais mencionaram que o rapper Jay-Z, marido de Beyoncé, poderia ser um potencial convidado. No entanto, ele não subiu ao palco durante o show, e uma fonte disse à Us Weekly que a sua decisão de não performar foi tomada de última hora, porque queria que o momento fosse unicamente da artista.

## Desenvolvimento

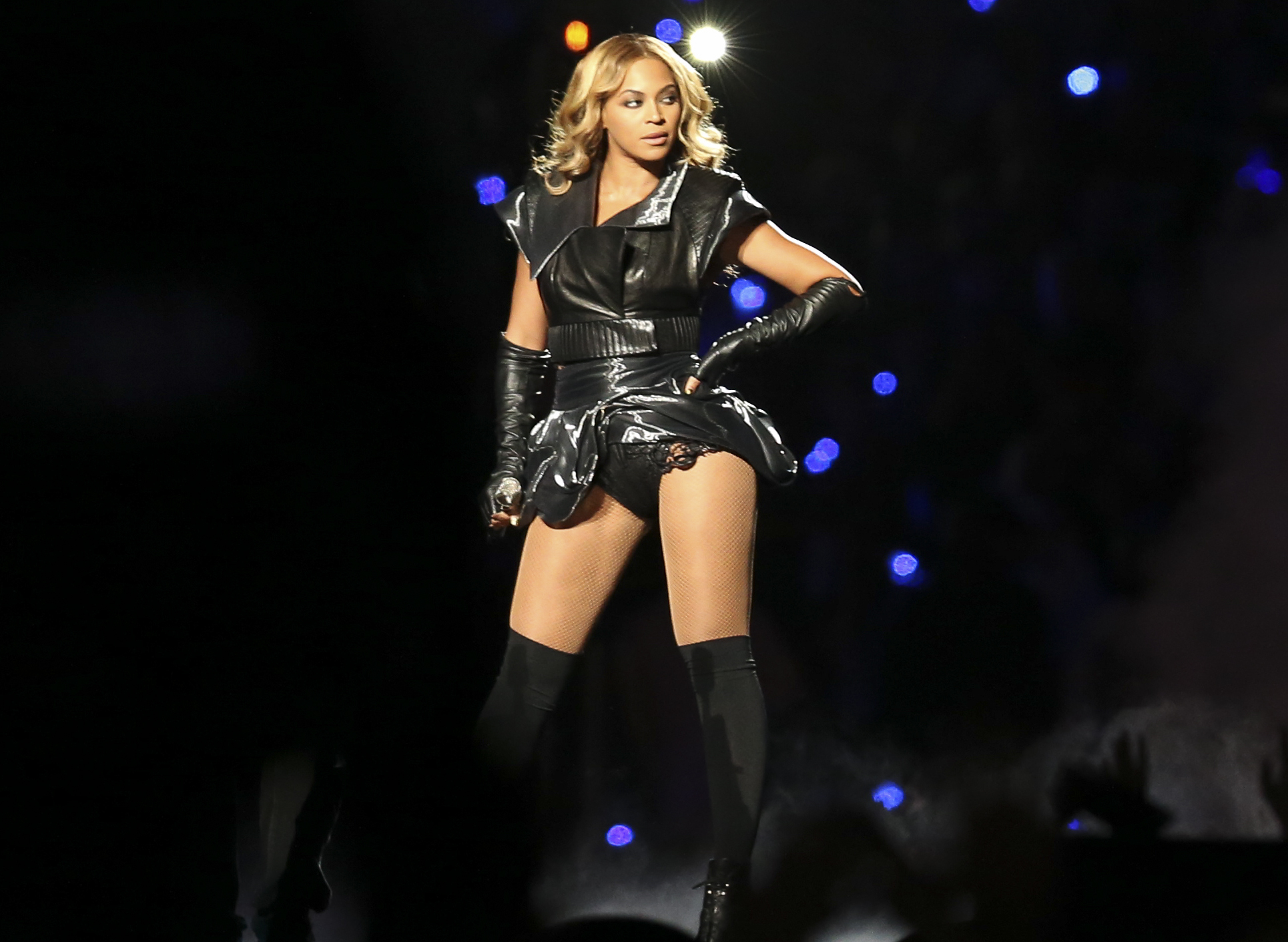
Beyoncé vestindo o look criado por Rubin Singer para o show

O show do intervalo foi produzido por Ricky Kirshner e dirigido por Hamish Hamilton. Durante a apresentação, Beyoncé vestia com uma jaqueta preta larga, macacão de renda e couro e meias até a coxa. Kelly Rowland e Michelle Williams também estavam vestidas com uma "roupa de dominatrix de couro preto" combinando, conforme David Rooney, do The Hollywood Reporter. Duas estátuas com os retratos de Beyoncé frente a frente foram dispostos no palco e o show começou com Beyoncé emergindo do chão entre eles enquanto uma explosão de chamas aparecia no palco. Ao longo da apresentação, ela contou com o apoio de sua banda feminina, dançarinas, bem como os Saintsations, um conjunto de líderes de torcida composto por 32 garotas do time da cidade anfitriã de Nova Orleães, o New Orleans Saints, e conunto de trompetistas femininas.
Após a apresentação do hino nacional dos Estados Unidos "The Star-Spangled Banner" por Beyoncé, na segunda posse do presidente Barack Obama, em 21 de janeiro de 2013, ela foi acusada de sincronia labial. Durante uma coletiva de imprensa acerca de performance no intervalo, ela admitiu que cantou a música junto com uma faixa pré-gravada, mas confirmou que cantaria ao vivo durante o show do intervalo do Super Bowl "Absolutamente, estarei cantando ao vivo... Foi para isso e por isso que nasci. Tenho uma carreira de 16 anos. Todas as coisas que fiz me prepararam para isso." Após a performance no intervalo do evento, Jon Caramanica, do jornal The New York Times escreveu que Beyoncé, que não estava "acostumada a ter sua reputação questionada", silenciou os "céticos" que a criticaram após o show na posse presidencial. Randall Roberts, do Los Angeles Times, escreveu: "Enquanto ela dançava e pedia para a multidão bater palmas, a mão do microfone fez um baque audível alto óbvio. E provou algo verdadeiro: o microfone estava ligado."

## Sinopse

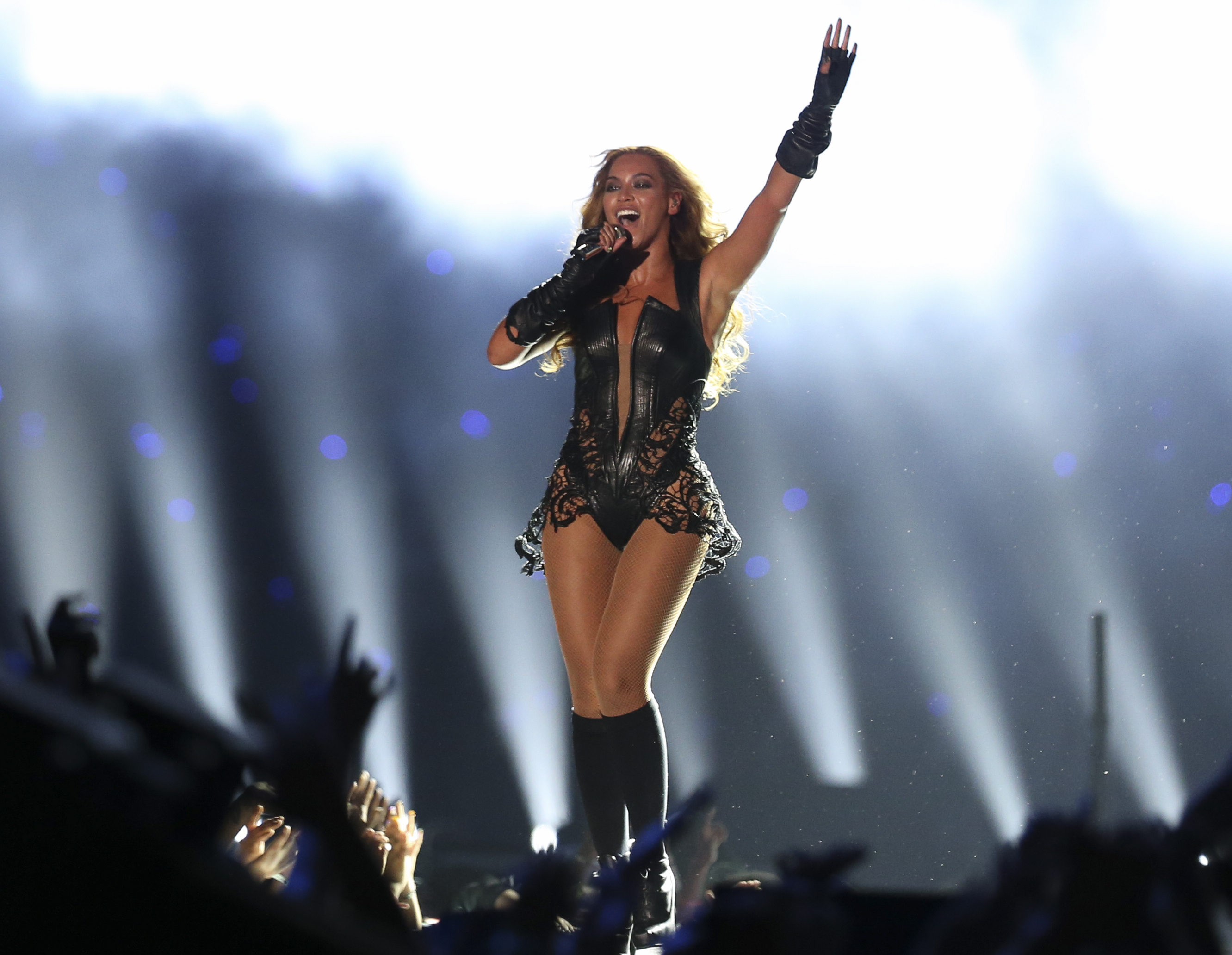
Beyoncé performando durante o show do intervalo

Uma contagem regressiva para o show do intervalo começou com a música "Countdown". Em seguida, a parte instrumental de "Run the World (Girls)" começou a tocar, com Beyoncé subindo em um elevador de palco enquanto um discurso de Vince Lombardi era transmitido ao fundo:

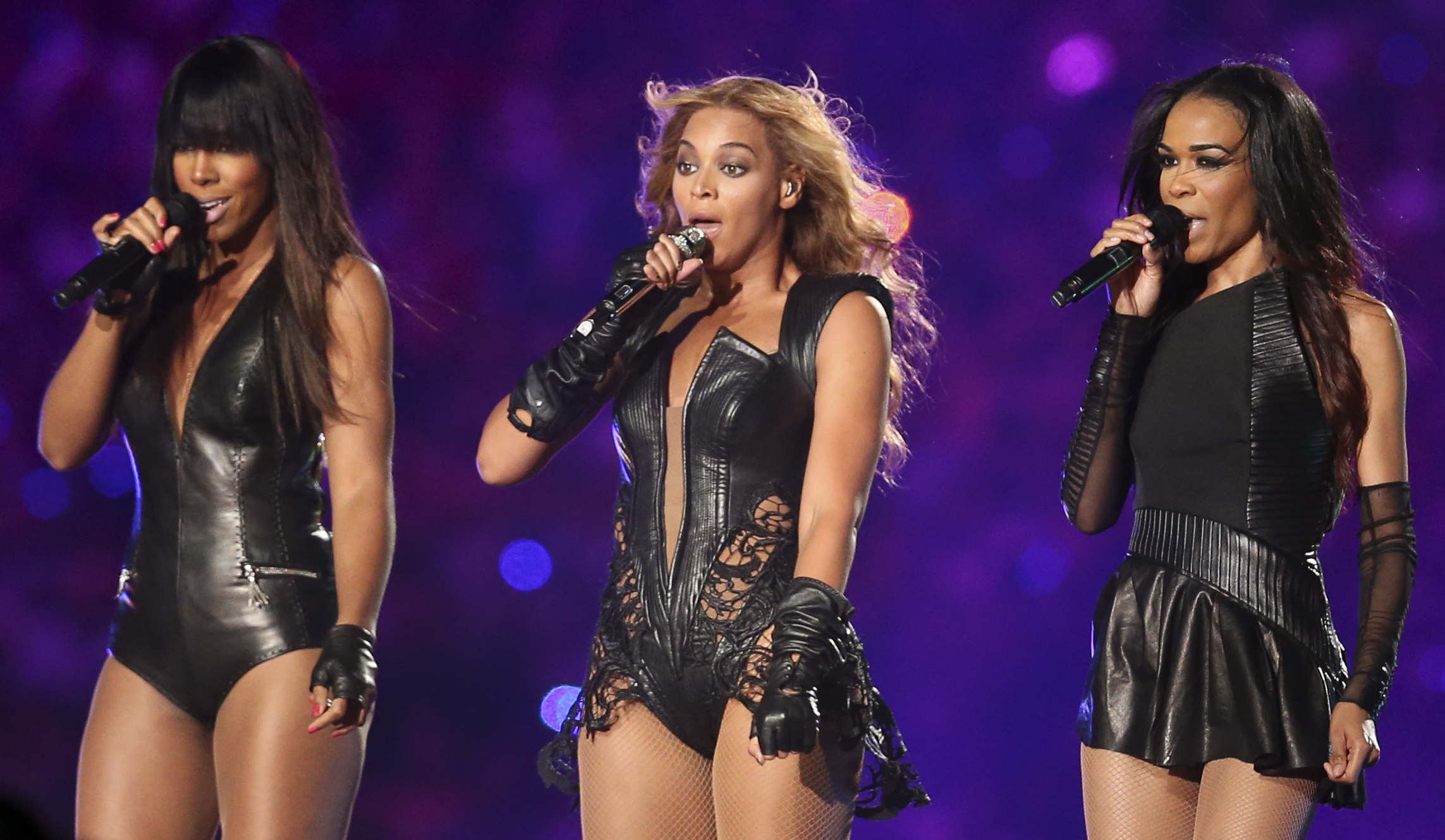
Beyoncé no palco com Kelly Rowland (esq.) e Michell Wiliams (dir.), do Destiny's Child

"A excelência deve ser buscada, deve ser conquistada com todas as forças e com todo o esforço que temos; cada dia há um novo encontro, cada semana é um novo desafio. Todo o ruído e todo o glamour, toda a cor, toda a emoção, todos os anéis e todo o dinheiro. Essas são as coisas que ficam apenas na memória. Mas o espírito, a vontade de ser excelente, a vontade de vencer, são as coisas que persistem."
Seguidamente, Beyoncé começou a cantar uma versão a cappella do refrão de "Love on Top", que prosseguiu com a performance de "Crazy in Love". Jon Caramanica, do The New York Times, afirma que Beyoncé deu "à música uma ferocidade que jamais vista antes". Beyoncé seguiu com a performance "End of Time", que começou com stomp dance. Em seguida, houve a apresentação de "Baby Boy", com telões projetando clones de Beyoncé dançando a mesma coreografia que a artista. As ex-integrantes do Destiny's Child, Kelly Rowland e Michelle Williams, juntaram-se a ela no palco, depois de serem lançados do chão para a interpretações das canções "Bootylicious" e "Independent Women Part I", da trilha sonora de Charlie's Angels. As artistas seguiram o show com uma versão de "Single Ladies (Put a Ring on It)". Depois que deixaram o palco, Beyoncé disse ao público: "Coloquem suas mãos em minha direção - quero sentir sua energia!". O intervalo foi encerrado com uma versão de "Halo". Depois de sua última música, Beyoncé agradeceu à multidão que acompanhou o seu espetáculo.

## Recepção

### Crítica
A performance de Beyoncé no show do intervalo foi amplamente aclamada pela crítica. Randall Roberts, do Los Angeles Times, comentou que a performance de Beyoncé no intervalo do show "reconfirmou suas habilidades como artista ao vivo, silenciando qualquer um que possa ter questionado a ela". David Rooney, do The Hollywood Reporter, escreveu: "Continuando na linha de Madonna em 2012, [Beyoncé] desviou o show do intervalo do Super Bowl do dad rock para abraçar o empoderamento feminino." Jon Caramanica, do The New York Times, elogiou a performance em no show, comentando que "por cerca de 12 minutos... ela equilibrou explosões e humanidade, imperiosidade com calor, um senso de escala pronto para a arena com uma abordagem microscópica dos detalhes de seus vocais. Em meio a todo o volume havia pequenas coisas para indicam que Beyoncé estava respondendo aos seus céticos, de maneira silenciosa, mas eficaz."" Jim Farber, do Daily News, escreveu: "É difícil pensar em uma estrela mais adequada para o Super Bowl do que ela". Dan Hyman, da revista Rolling Stone,  escreveu em sua crítica que Beyoncé "ostentou seu vocal supremo e suas habilidades de dança durante o show do intervalo" e acrescentou que o maior momento foi quando suas ex-companheiras de banda se juntaram a ela no palco. Rob Sheffield, da mesma publicação, elogiou a atuação da guitarrista de Beyoncé, Bibi McGill, durante o show: "O jogo em si também não foi ruim. Desculpe, San Francisco 49ers. Mas não há dúvida de quem pertenceu a noite: Beyoncé."

### Reconhecimento
Em março de 2013, Michael Hogan, do The Observer, colocou a performance em sua lista dos "10 melhores momentos de Beyoncé". A atuação de Beyoncé no show do intervalo do Super Bowl XLVII recebeu três indicações ao Prémios Emmy do Primetime de 2013. A apresentação foi indicada às categorias técnicas de live-action de programa de entretenimento, direção técnica; direção de fotografia; cinematografia de minissérie, filme ou especial; e melhor direção de arte e iluminação para um especial de varidades, eventualmente vencendo nestaúltima categoria. No ano seguinte, a performance foi indicada à categoria de Melhor Prêmio, Música ou Game Show no ADG Excellence in Production Design Award de 2014.
| Publicação    | Lista                                                     | Posição | Ref.   |
| ------------- | --------------------------------------------------------- | ------- | ------ |
| Vulture       | Every Super Bowl Halftime Show Since 1993, Ranked         | 3       | [ 33 ] |
| Billboard     | The 13 Best Super Bowl Halftime Shows                     | 6       | [ 34 ] |
| Rolling Stone | Every Super Bowl Halftime Show, Ranked From Worst to Best | 3       | [ 35 ] |
| Fox Sports    | Ranking the 10 best Super Bowl halftime shows of all time | 2       | [ 36 ] |
| NME           | Ranking the 10 best Super Bowl halftime shows in history  | 3       | [ 37 ] |
| New York Post | The best and worst Super Bowl halftime shows of all time  | 3       | [ 38 ] |

### Audiência
Os índices de audiência da Nielsen confirmaram que o show do intervalo de 2013 foi assistido por 110,8 milhões de telespectadores, tornando-se assim a sétima apresentação do intervalo mais assistido da história, depois do show do intervalo do Super Bowl XLVI, de Madonna, que foi assistido por 112,5 milhões de telespectadores, do show do intervalo do Super Bowl XLVIII, de Bruno Mars, com 115,3 milhões de espectadores, o show do intervalo do Super Bowl 50, do Coldplay, com 115,5 milhões de espectadores, o show do intervalo do Super Bowl LI. de Lady Gaga, com 117,5 milhões de espectadores, o show do intervalo do Super Bowl XLIX, de Katy Perry, com 118,5 milhões de espectadores e o show do intervalo do Super Bowl LVII, de Rihanna, com 118,7 milhões de espectadores. A performance de Beyoncé se tornou o momento mais comentado na história do Twitter, com 268.000 tweets por minuto.
Na semana de 10 de fevereiro de 2013, Beyoncé comercializou 220 mil downloads digitais nos Estados Unidos, enquanto o grupo Destiny's Child vendeu 60 mil; um aumento de 80% e 36% em relação à semana anterior, respectivamente.

## Repertório
O repetório foi adaptado com base na BBC.
1. "Run the World (Girls)" (Intro) (Narraçao de "Excellence", de Vince Lombardi)
2. "Love on Top"
3. "Crazy in Love"
4. "End of Time"
5. "Baby Boy"
6. "Bootylicious" (Destiny's Child)
7. "Independent Women Part I" (Destiny's Child)
8. "Single Ladies (Put a Ring on It)"  (Destiny's Child)
9. "Halo"